# Johannes Altenberend
Johannes Altenberend (* 1952) ist ein deutscher Historiker.

## Leben
Altenberend wuchs in Steinheim auf und studierte nach dem Abitur an der Universität Bielefeld. Er wurde Lehrer für Geschichte, Politik und Religion am Gymnasium am Waldhof, später am Ratsgymnasium Bielefeld und wurde Oberstudienrat. Fünf Jahre lehrte er als Fachdidaktiker an der
Universität Bielefeld; 2000 promovierte er zum Dr. phil. Von 2004 bis 2019 war er Vorsitzender des Historischen Vereins für die Grafschaft Ravensberg. Sein Schriftenverzeichnis umfasst Aufsätze, Schulbücher (Deutschland nach 1945. Teilung und Einheit im internationalen Kräftefeld), Herausgeberschaften (z. B. der Festschriften für Heinrich Rüthing und Reinhard Vogelsang) und seine Dissertation über Leander van Eß. Altenberend ist seit 2005 ordentliches Mitglied der Historischen Kommission für Westfalen. Er ist Vater von drei Kindern.

## Schriften (Auswahl)
- Leander van Eß (1772–1847): Bibelübersetzer und Bibelverbreiter zwischen katholischer Aufklärung und evangelikaler Erweckungsbewegung (= Studien und Quellen zur westfälischen Geschichte. Band 41). Bonifatius, Paderborn 2001, ISBN 3-89710-177-7 (Zugleich Dissertation, Univ. Bielefeld, 2000).
- mit Reinhard Vogelsang (Hrsg.): Forschen – Verstehen – Vermitteln: Festschrift zum 100. Jahresbericht des Historischen Vereins für die Grafschaft Ravensberg (= Jahresbericht des Historischen Vereins für die Grafschaft Ravensberg. Band 100). Verlag für Regionalgeschichte, Bielefeld 2015, ISBN 3-7395-1100-1.
- mit Lutz Volmer (Hrsg.): Das Bielefelder Bauernhausmuseum 1917–2017: ein Ort für die ländliche Geschichte (= Sonderveröffentlichung des Historischen Vereins für die Grafschaft Ravensberg. Band 20). Verlag für Regionalgeschichte, Bielefeld 2017, ISBN 3-7395-1120-6.
- Willy Katzenstein: „Der Freiheit Wimpel weht am Mast“. Selbstzeugnisse eines westfälischen Juden zwischen Assimilation und Emigration. Eingeleitet und kommentiert von Johannes Altenberend (= Veröffentlichungen der Historischen Kommission für Westfalen. Neue Folge. Band 87). Verlag für Regionalgeschichte, Bielefeld 2024, ISBN 978-3-7395-1523-6.